# 아드리안 프루티거

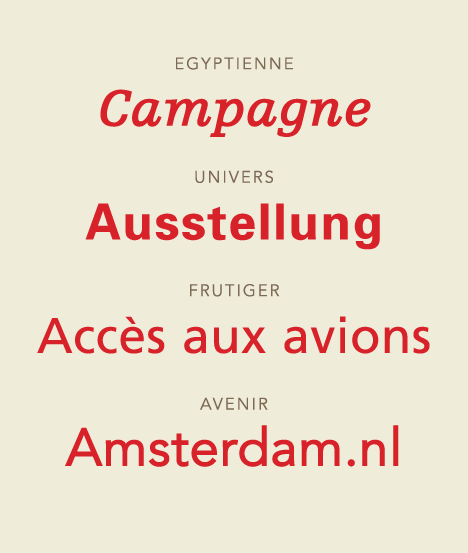
프루티거의 서체들

아드리안 프루티거(Adrian Frutiger, 1928년 5월 24일 ~ 2015년 9월 12일)는 스위스의 서체 디자이너였다. 많은 저명한 서체를 디자인했고, 공공 기관의 사인 시스템의 설계 등도 맡았었다.